# Astrocaryum huicungo
Astrocaryum huicungo är en enhjärtbladig växtart som beskrevs av Carl Lebrecht Udo Dammer och Karl Ewald Maximilian Burret. Astrocaryum huicungo ingår i släktet Astrocaryum och familjen Arecaceae. Inga underarter finns listade i Catalogue of Life.